# 千葉市立小中台中学校
千葉市立小中台中学校（ちばしりつこなかだいちゅうがっこう）は、千葉県千葉市稲毛区小仲台9-46-2に所在する市立中学校。過去の地元での通称は六中。(現在は台中)

## 概要
千葉市内の市立中学校としては、加曽利中学校（旧第一中学校）・末広中学校（旧第二中学校）・葛城中学校（旧第三中学校）・椿森中学校（旧第四中学校）・緑町中学校（旧第五中学校）・花園中学校（旧第七中学校）と並び、最も歴史のある中学校である。令和3年度の全校生徒数は846人、1学年あたり約280人で、千葉市立蘇我中学校、千葉市立花園中学校に次いで市内で3番目の生徒数を誇る。
校歌の作詞は高橋掬太郎、作曲は杉山長谷夫。

## 沿革

### 経緯
戦後、新制の中学校が設立される際に、千葉市では本来は第五中学校（現・緑町中学校）までの予定であった。そのため、園生小・稲毛小・検見川小・畑小の卒業生は、五中へ進学することになっていたが、登戸台にある五中までの通学は、当時はまだ自転車も高価で、稲毛以北の生徒が通学するには大変不便という事もあり、小中台に第六中学校の設立が決まった。

### 年表
- 1947年 - 千葉市立第六中学校として、旧陸軍防空学校幹部候補生隊宿舎を校舎に開校（開校当時の学区は園生小学校と稲毛小学校の2校）[4]
- 1951年 - 千葉市立小中台中学校に改称

## 部活動
- サッカー部
- 野球部
- 水泳部（特設）
- バレーボール部 (男子・女子)
- ソフトテニス部
- 卓球部
- 剣道部 (男子・女子)
- バドミントン部
- バスケットボール部 (男子・女子)
- 美術部
- 吹奏楽部
- 科学技術部
- 陸上部 (男子・女子)

## 学区
- 園生町（園生小学校区・小中台小学校区・柏台小学校区）
- 宮野木町（園生小学校区）
- 小中台町（園生小学校区）
- 小仲台（小中台小学校区・園生小学校区）

## 著名な卒業生
- マツコ・デラックス（タレント） 卒業生
- 四方田修平（横浜FC監督） 卒業生（マツコ・デラックスとは同級生）
- トミー（水溜りボンド・YouTuber）卒業生
- 伊藤ゆず（僕が見たかった青空・アイドル）卒業生
- 山田吉彦（海洋問題研究者・東海大学教授）卒業生